# A-10 Cuba!
A-10 Cuba!(A-10 キューバ)は1996年にParsoft Interactiveによって開発されたコンバットフライトシミュレータゲーム。日本での発売元はMac版はラビックスWin版はアクティビジョンジャパン。A-10 Attack!の続編で、全体的にグラフィックスが改良されている。A-10 Attack!はMacintosh版のみだったがこちらはWindows版も発売された。舞台はキューバのグァンタナモ米軍基地を中心とするキューバ東部。ここに侵攻してきたゲリラ部隊との戦いを描いている。

## 登場する兵器
以下の兵器が登場するが、プレイヤーが搭乗できるのはA-10のみとなっている。
米軍
- A-10 サンダーボルトII - プレイヤー搭乗機。
- F-15 イーグル
- F-16 ファイティングファルコン
- C-5 ギャラクシー
- B-52 ストラトフォートレス
- ボーイング727 - 赤十字社の医療用ジェットとして登場。
- M1A1 エイブラムス
- M60 パットン
- MIM-72 チャパラル

キューバ軍
- MiG-29 フルクラム - 敵側として登場するが、1ミッションだけ味方機として登場する。
- Su-25 フロッグフット
- An-124 コンドル
- Mi-24 ハインド - クラシナ級のヘリポートに着艦しているのみで飛行しない。
- T-62
- ZSU-23-4 シルカ - 敵側として登場するが、なぜか米軍側にも配備され、グアンタナモ湾の防空を担っている。
- SA-6 ゲインフル
- レイピア - イギリス軍の装備だが、なぜかキューバ側に登場する。
- M-1939 37mm機関砲
- クラシナ級巡洋艦
- 025/026型フチュアン魚雷艇